# Pastor Bonus
La constitución apostólica Pastor Bonus (traducida al español como «El buen Pastor»), promulgada por el papa Juan Pablo II el 28 de junio de 1988, es el texto legislativo que reguló la composición y competencias de los distintos departamentos (conocidos en la terminología canónica como dicasterios) y organismos de la Curia Romana. Fue derogada y sustituida por la Constitución apostólica Praedicate evangelium cuando entró en vigencia el 5 de junio de 2022.

## Antecedentes
La Pastor Bonus se encuentra en la historia de la curia romana como una de las grandes reformas acaecidas a dicha institución, cuyo objetivo es ayudar al romano pontífice, en el gobierno de la Iglesia católica. Las otras grandes reformas de la curia son: la reforma de Gregorio VII a mediados del siglo XI, la de Sixto V en 1588, la de Pío X en 1908 y la de Pablo VI en 1967.

## Contenido
La Constitución Apostólica comienza ya desde el incipit a mencionar la razón de ser del documento, la ministerialidad del papa y de los obispos. El documento se encuentra dividido en nueve capítulos.
En el primer capítulos, Juan Pablo II, desarrolla las normas generales de los distintos discaterios de la curia romana. A partir del segundo capítulo, la constitución integra las normas particulares, a saber: en el segundo capítulo sobre la Secretaría de Estado de la Santa Sede, en el tercer capítulo sobre las congregaciones, en el cuarto sobre los tribunales, en el quinto sobre los consejos pontificios, en el sexto sobre las oficinas, en el séptimo sobre otras instituciones de la Curia Romana, en el octavo sobre los abogados y en el noveno sobre otras instituciones vinculadas a la Santa Sede.

## Consecuencias

### Principales cambios
La constitución apostólica Pastor Bonus estipula ciertos cambios de la Curia Romana, entre estos se habla de la reintegración del Consejo para los Asuntos Públicos de la Iglesia en la Secretaría de Estado, como la sección para las Relaciones con los Estados. El Consejo para los Asuntos Públicos de la Iglesia había sido previamente una sección de la Secretaría de Estado, pero Pablo VI en 1967 le había convertido en un dicasterio independiente. Por otra parte, el 21 de noviembre de 2017 la Secretaría de Estado comunicaba que el Santo Padre Francisco había constituido una tercera sección de la Secretaría de Estado, con la denominación de Sección del Personal de rol diplomático de la Santa Sede.
La constitución también abrió la membresía en dicasterios para sacerdotes, diáconos, religiosos y laicos. Durante siglos, solo los cardenales fueron elegibles para ser miembros de los órganos de la Santa Sede, pero el papa Pablo VI abrió la participación a los obispos diocesanos. La Pastor Bonus continuó la apertura del gobierno central de la Iglesia para permitir a los representantes de todos los fieles tener un papel en la Curia Romana.[cita requerida]

## Derogación
Con la entrada en vigor el 5 de junio de 2022 de la constitución apostólica Praedicate evangelium, quedó totalmente derogada y sustituida la constitución Pastor Bonus y, con ella, quedaron abolidos también los órganos de la Curia Romana en ella indicados y no previstos ni reorganizados en la nueva constitución.